# Euxoa salioclitana
Euxoa salioclitana là một loài bướm đêm trong họ Noctuidae.